# Pirajuba
Pirajuba là một đô thị thuộc bang Minas Gerais, Brasil. Đô thị này có diện tích 331,793 km², dân số năm 2007 là 3694 người, mật độ 7,4 người/km².